# Le Soleil d'Orient
Pour les autres vaisseaux portant le même nom, voir L'Orient.
Le Soleil d'Orient (appelé parfois Soleil de l'Orient ou l'Orient) est un navire de commerce construit pour la Compagnie française des Indes orientales par le maître charpentier hollandais Anton Looman et lancé à Port-Louis en 1671.

## Histoire
Le Soleil d'Orient est le premier grand bateau réalisé au chantier naval de Lorient d'où sort au cours du XVIIe siècle une série de vaisseaux destinés au commerce des Indes et de la Chine.
C'est en effet dès le mois de mai 1664 que Colbert donne l'impulsion de ce qui sera rapidement la Compagnie des Indes Orientales, ce sera fait au mois d'août et est enregistré au parlement en septembre 1664. Restera à hésiter entre Le Havre trop près de l'Angleterre, Bayonne, trop près de l'Espagne, pour finalement choisir le Port-Louis en Bretagne sud, plus protégé et plus précisément la presqu'ile du Faouëdic, avec ses tirants d'eau nécessaires et suffisants. Ce sera fait en juin 1666, puis le 31 août, par l'acquisition des terres envisagées actée par Louis XIV. Dès ce moment, il fallut préparer le chantier pour les navires qui devaient prendre la mer dès le printemps 1667.
Par ailleurs, rapidement, les employés de la compagnie s'approprièrent l'endroit en lui donnant un nom, inspiré par la compagnie elle-même, le nom vulgaire utilisé était la compagnie "d'Orient". Un acte de naissance d'août 1667 inscrit à la paroisse de Ploemeur désigne les parents, travaillant à "Loriental", cela se modifia rapidement en "lieu d'Orient" pour désigner le chantier qui naissait. Des actes d'achat, des contrats, des actes chez le notaire du Port-Louis (Me Hamonic) le confirment. Effectivement, ces dénominations se feront bien avant le baptême du fameux navire, 4 ans plus tard, le soleil d'Orient en 1671, même si le chantier de ce navire devait durer plusieurs années. Il est ainsi admis que le nom de Lorient vienne du nom de la Compagnie des Indes Orientales, la compagnie "d'Orient" et non du navire dont malheureusement la notoriété ne fut pas à la hauteur de son mérite.

### Premier voyage
Le Soleil d'Orient quitte Lorient le 6 mars 1671, mais il démâte au large de La Rochelle et, ayant laissé passer la saison propice, ne part pour les Indes que l'année suivante, le 12 mars 1672 et atteint Surate en août. Lors du voyage de retour, en 1673, le navire est contraint de s'arrêter au Mozambique car de nombreux marins sont malades du scorbut ; sur les 300 marins du départ, seuls 7 survivent. Après avoir complété son équipage, le navire atteint La Rochelle en octobre 1674.

### Second voyage et naufrage
Le Soleil d'Orient quitte Lorient en 1679 pour son second voyage. Il repart le 6 septembre 1681 de Bantam, avec à son bord l'ambassade du roi de Siam auprès de Louis XIV : vingt mandarins chargés d'une précieuse cargaison de plus de 800 000 livres d’étoffes de coton, de soie, d’épices, d’or, d’argent, de pierres précieuses et des trésors des pagodes du Siam, destinée au « roi d'Occident ». Le Soleil d'Orient aurait jeté l'ancre le 1er octobre dans le port Bourbon (île de la Réunion) pour faire le plein d'eau douce et de gibier puis fait naufrage un mois plus tard vers le 1er novembre 1681 au large de Madagascar, attaqué par des Hollandais ou des pirates côtiers ou alors coulé par une tempête tropicale de grande ampleur.
Le naufrage alimente toujours régulièrement la curiosité des chercheurs d'épaves,.

## Caractéristiques techniques

### Dimensions
Le vaisseau a un volume de 1 000 tonneaux.

### Armement
Le vaisseau est équipé de 60 canons.

### Sources et bibliographie
- Michel Vergé-Franceschi (dir.), Dictionnaire d'Histoire maritime, éditions Robert Laffont, coll. « Bouquins », 2002, 1508 p. (ISBN 2-221-08751-8 et 2-221-09744-0)
- Patrick Villiers, Les Saint-Philippe et les vaisseaux de 1er rang de Louis XIII à Louis XIV, Ancre, Nice, 2019, 186 p.  (ISBN 979-10-96873-44-9)
- Histoire générale des voyages ou nouvelle collection de toutes les relations de voyages par mer et par terre, Volume 9 - 1751.
- Yann Lukas, Lorient, Histoire d'une ville, Plomelin, éditions Palantines, 1997.
- Didier Guivarc'h, Gérard Le Bouëdec, article Lorient dans Alain Croix, Jean-Yves Veillard, Dictionnaire du patrimoine breton, Rennes, éditions Apogée, 2000.
- Christian Tomine (préf. Jean-Louis Gaertner), Allons à L'Orient : 1666-1714, Le Faouët, Liv'Éditions, 2008, 228 p. (ISBN 978-2-84497-148-7)Roman historique en deux tomes. Le 1er tome raconte l'histoire de la création de Lorient et de la construction du Soleil d'Orient.
- Évelyne Brisou-Pellen et Marcelino Truong (illustrateur), Le Soleil d'Orient, réédité sous le titre Le dernier espoir de Lucas : (roman jeunesse), Milan Poche, coll. « Histoire », 2003 (ISBN 2-7459-1075-2, présentation en ligne)